# 리오그란데밸리 바이퍼스 킬러 비즈
| 리오그란데밸리 바이퍼스 킬러 비즈 |                                                             |
| 콘퍼런스                          | 서던 콘퍼런스 (2009년~2010년) 베리 콘퍼런스 (2010년~2012년) |
| 디비전                            | 사우스이스트 디비전 (2003년~2009년)                         |
| 설립연도                          | 2003년                                                      |
| 해체연도                          | 2012년                                                      |
| 역사                              | 리오그란데밸리 바이퍼스 킬러 비즈 (2003년~2012년)           |
| 경기장                            | 닷지 아레나                                                 |
| 연고지                            | 텍사스주 히댈고                                             |
| 상징색                            | 검정, 틸, 금                                                |
| 정규시즌 우승                     | -                                                           |
| 콘퍼런스 우승                     | -                                                           |
| 디비전 우승                       | -                                                           |
| 레이 미론 프레지던트 컵           | -                                                           |
| 영구 결번                         | 7                                                           |

리오그란데밸리 바이퍼스 킬러 비즈(Rio Grande Valley Killer Bees)는 미국 텍사스주 히댈고를 연고지로 하는 2003년부터 2012년까지 CHL 소속 아이스 하키팀이 있었다.

## 역대 홈경기장
| 경기장                              | 사용기간      | 수용인원 | 장소            | 비고 |
| ----------------------------------- | ------------- | -------- | --------------- | ---- |
| 리오 그란데 밸리 바이퍼스 킬러 비즈 |               |          |                 |      |
| 닷지 아레나                         | 2003년~2012년 | 5,500명  | 텍사스주 히댈고 | 빈칸 |